# Canton de Chamoux-sur-Gelon
Le canton de Chamoux-sur-Gelon est une ancienne division administrative française, située dans le département de la Savoie et la région Rhône-Alpes.
Il disparait en 2015 à la suite du redécoupage cantonal de 2014.

## Composition
Le canton de Chamoux-sur-Gelon regroupe les communes suivantes :
| Nom                            | Code Insee | Intercommunalité  | Superficie (km2) | Population (dernière pop. légale) | Densité (hab./km2) |
| ------------------------------ | ---------- | ----------------- | ---------------- | --------------------------------- | ------------------ |
| Betton-Bettonet                | 73041      | CC Cœur de Savoie | 3,41             | 306 (2014)                        | 90                 |
| Bourgneuf                      | 73053      | CC Cœur de Savoie | 6,48             | 685 (2014)                        | 106                |
| Chamousset                     | 73068      | CC Cœur de Savoie | 6,31             | 576 (2014)                        | 91                 |
| Chamoux-sur-Gelon              | 73069      | CC Cœur de Savoie | 10,63            | 904 (2014)                        | 85                 |
| Champ-Laurent                  | 73072      | CC Cœur de Savoie | 5,07             | 41 (2014)                         | 8,1                |
| Châteauneuf                    | 73079      | CC Cœur de Savoie | 6,99             | 844 (2014)                        | 121                |
| Coise-Saint-Jean-Pied-Gauthier | 73089      | CC Cœur de Savoie | 10,38            | 1 205 (2014)                      | 116                |
| Hauteville                     | 73133      | CC Cœur de Savoie | 2,45             | 344 (2014)                        | 140                |
| Montendry                      | 73166      | CC Cœur de Savoie | 8,28             | 60 (2014)                         | 7,2                |
| Villard-Léger                  | 73315      | CC Cœur de Savoie | 6,73             | 506 (2014)                        | 75                 |

## Représentation

### Conseillers généraux de 1861 à  2015
| Période                                  | Période          | Identité                            | Étiquette    | Qualité |
| ---------------------------------------- | ---------------- | ----------------------------------- | ------------ | --- |
| 1861                                     | 1871             | Pierre Victor Pillet                |              | Avocat à Chambéry |
| 1871                                     | 1880             | Frédéric d'Alexandry d'Orengiani    | Droite       | - Maire de Chambéry (1860-1870) - Sénateur (1876-1882) - Président du Conseil Général (1873-1874) |
| 1880                                     | 1901 (décès)     | Joseph Balmain                      | Républicain  | - Ingénieur civil - Propriétaire - Maire de Châteauneuf |
| 1902                                     | 1910             | Jean-François Mamy                  | Républicain  | - Notaire - Maire de Chamoux-sur-Gelon, conseiller d'arrondissement |
| 1910                                     | 1913 (démission) | Jacques Balmain                     | Républicain  | Avocat à Chambéry - Maire de Châteauneuf |
| 1913                                     | 1925 (décès)     | Georges Replat                      | Rad.         | Procureur de la République à Tulle (Corrèze) |
| 27 déc. 1925                             | 1940             | Michel Jandet                       | Rad.         | Entrepreneur - Maire de Chamoux-sur-Gelon, conseiller d'arrondissement |
|                                          |                  |                                     |              | |
| 1942                                     | 1945             | Noël Girard                         |              | Maire d'Hauteville Nommé conseiller départemental en 1942 |
|                                          |                  |                                     |              | |
| 1945                                     | 1949             | Jean Villiermet                     | PCF puis DVG | Entrepreneur de battage et distillateur à Chamoux-sur-Gelon |
| 1949                                     | 1954 (décès)     | Michel Jandet                       | Rad.         | Entrepreneur - Maire de Chamoux-sur-Gelon |
| 28 mars 1954                             | 1973             | Pierre Cot                          | UP           | Professeur agrégé des Facultés de droit, Ministre (1932-1938) Député (1928-1942 et 1945-1951) |
| 1973                                     | 1985             | Jean-Pierre Cot (fils du précédent) | PS           | Professeur agrégé de droit Maire de Coise-Saint-Jean-Pied-Gauthier Député (1973-1981) Ministre (1981-1982) Député européen (1978-1979 et 1984-1994) Conseiller général du canton d'Alfortville-Sud (1985-1992) |
| 1985                                     | 1992             | Marcel Vouthier                     | PS           | Agent immobilier, maire de Châteauneuf |
| 1992                                     | 2015             | Alexandre Dalla-Mutta               | DVD          | Premier adjoint au Maire de Chamoux-sur-Gelon |
| Les données manquantes sont à compléter. |                  |                                     |              | |

### Conseillers d'arrondissement (de 1861 à 1940)
| Période                                  | Période          | Identité                   | Étiquette | Qualité |
| ---------------------------------------- | ---------------- | -------------------------- | --------- | --- |
| 1861                                     |                  | Philibert Thomas           |           | Notaire |
|                                          |                  |                            |           | |
| 1871                                     |                  | Charles Guillot            |           | Greffier de la justice de paix, Chamoux                                                                     |
|                                          |                  |                            |           | |
|                                          | 1902 (démission) | Jean-François Mamy         |           | Notaire, maire de Chamoux                                                                                   |
|                                          |                  |                            |           | |
|                                          | Déc.1925         | Michel Jandet              | Radical   | Entrepreneur à Chamoux-sur-Gelon                                                                            |
| 21 fév. 1926                             | 1940             | Joseph Sulpice (1872-1950) | Radical   | Maire de Châteauneuf                                                                                        |
| 1940                                     |                  |                            |           | Les conseils d'arrondissement ont été suspendus par la loi du 12 octobre 1940 et n'ont jamais été réactivés |
| Les données manquantes sont à compléter. |                  |                            |           | |